# Papstwahl 1185
Die Papstwahl 1185 fand am 25. November 1185 nach dem Tod römisch-katholischen Papstes Lucius III. statt. Sie endete mit der Wahl von Kardinal Uberto Crivelli aus Mailand zum Papst. Er gab sich den Namen Urban III.

## Ablauf
Lucius III. starb am 25. November 1185 im fortgeschrittenen Alter in Verona. Am selben Tag versammelten sich die achtzehn am Sterbebett anwesenden Kardinäle zur Wahl des Nachfolgers. Die Mehrheit der Wähler kam aus Oberitalien und bestand hauptsächlich aus der radikalen antikaiserlichen Fraktion. Die gemäßigten Kardinäle, welche vorwiegend aus Römern bestand, war abwesend. Unter diesen Voraussetzung einigten sich den anwesenden Kardinäle schnell auf den Norditaliener Uberto Civelle aus Mailand. Innerhalb weniger Stunden nach dem Tod von Lucius III. war mit Urban III. ein Nachfolger gewählt. Urban III. wurde am 1. Dezember 1185 in Verona zum Papst gekrönt. Die Verwaltung des Erzbistums Mailand behielt er auch nach der Wahl zum Papst bei.

## Kardinäle
Nach dem Tod von Lucius III. gab es vermutlich 26 Kardinäle. Ausgehend von den Gegenzeichnung der Päpstlichen Bullen zwischen 11. November und 16. Dezember 1185 waren die folgenden Kardinäle bei der Wahl anwesend:
| Kardinal                       | Nation                             | Kardinaltitel                                                                        | Datum Kreierung    | Kreiert durch  | Anmerkung                                                   |
| ------------------------------ | ---------------------------------- | ------------------------------------------------------------------------------------ | ------------------ | -------------- | ----------------------------------------------------------- |
| Konrad von Wittelsbach         | Bayern                             | Kardinalbischof von Sabina und Erzbischof von Mainz                                  | 18. Dezember 1165  | Alexander III. | Kardinaldekan                                               |
| Teodino de Arrone              | Arrone                             | Kardinalbischof von Porto e Santa Rufina                                             | 18. Dezember 1165  | Alexander III. |                                                             |
| Heinrich von Marcy, OCist      | Château de Marcy, Frankreich       | Kardinalbischof von Albano                                                           | März 1179          | Alexander III. |                                                             |
| Thibaud, OSBCluny              | Frankreich                         | Kardinalbischof von Ostia e Velletri                                                 | 1184               | Lucius III.    |                                                             |
| Alberto di Morra, CanRegPraem. | Benevento                          | Kardinalpriester von San Lorenzo in Lucina und Kanzler der Heiligen Römischen Kirche | 21. Dezember 1156  | Hadrian IV.    | Kardinalprotopriester Zukünftiger Papst Gregor VIII. (1187) |
| Giovanni Conti da Anagni       | Anagni                             | Kardinalpriester von San Marco                                                       | 1158/1159          | Hadrian IV.    | Zukünftiger Kardinalbischof von Palestrina (1190–1196)      |
| Laborante de Panormo           | Pontormo in der Nähe von Florenz   | Kardinalpriester von Santa Maria in Trastevere                                       | 21. September 1173 | Alexander III. |                                                             |
| Uberto Crivelli                | Milan                              | Kardinalpriester von San Lorenzo in Damaso und Erzbischof von Mailand                | 18. Dezember 1182  | Lucius III.    | Gewählter Papst Urban III.                                  |
| Pandolfo                       | Lucca                              | Kardinalpriester von Santi XII Apostoli                                              | 18. Dezember 1182  | Lucius III.    |                                                             |
| Albino, CRSF                   | Gaeta (?)                          | Kardinalpriester von Santa Croce in Gerusalemme                                      | 18. Dezember 1182  | Lucius III.    | Zukünftiger Kardinalbischof von Albano (1189–1197)          |
| Melior le Maitre, OSBVall      | Pisa                               | Kardinalpriester von Santi Giovanni e Paolo                                          | 16. März 1185      | Lucius III.    | Camerlengo                                                  |
| Adelardo Cattaneo              | Verona                             | Kardinalpriester von San Marcello                                                    | 16. März 1185      | Lucius III.    | Zukünftiger Kardinalbischof von Verona (1188–1214)          |
| Ardicio Rivoltella             | Rivoltella in der Nähe von Cremona | Kardinaldiakon von San Teodoro                                                       | 21. Dezember 1156  | Hadrian IV.    |                                                             |
| Graziano da Pisa               | Pisa                               | Kardinaldiakon von Santi Cosma e Damiano                                             | 4. März 1178       | Alexander III. |                                                             |
| Soffredo                       | Pistoia                            | Kardinaldiakon von Santa Maria in Via Lata                                           | 18. Dezember 1182  | Lucius III.    |                                                             |
| Pietro Diana                   | Piacenza                           | Kardinaldiakon von San Nicola in Carcere                                             | 16. März 1185      | Lucius III.    |                                                             |
| Radulf Nigellus                | vermutlich Frankreich              | Kardinaldiakon von San Giorgio in Velabro                                            | 16. März 1185      | Lucius III.    |                                                             |
| Rolando                        | Pisa                               | Kardinaldiakon von Santa Maria in Portico                                            | 16. März 1185      | Lucius III.    | Ehemaliger Bischofselekt von Dol (1177–1185)                |

Zehn Kardinäle wurden von Papst Lucius III. kreiert, fünf von Papst Alexander III. und zwei von Papst Hadrian IV.

## Abwesende Kardinäle
| Kardinal                 | Nation       | Kardinaltitel                                                  | Datum Kreierung    | Kreiert von    | Anmerkung                                                                       |
| ------------------------ | ------------ | -------------------------------------------------------------- | ------------------ | -------------- | ------------------------------------------------------------------------------- |
| Paolo Scolari            | Rom          | Kardinalbischof von Palestrina                                 | 21. September 1179 | Alexander III. | Erzpriester von Santa Maria Maggiore Zukünftiger Papst Clemens III. (1187–1191) |
| Pietro de Bono, CRSMR    | Rom          | Kardinalpriester von Santa Susanna                             | 18. März 1166      | Alexander III. |                                                                                 |
| Ruggiero di San Severino | San Severino | Kardinalpriester von Sant’Eusebio und Erzbischof von Benevento | Etwa 1178/80       | Alexander III. | Externer Kardinal                                                               |
| Wilhelm von Blois        | Frankreich   | Kardinalpriester von Santa Sabina und Erzbischof von Reims     | März 1179          | Alexander III. | Minister von Frankreich Externer Kardinal                                       |
| Giacinto Bobone Orsini   | Rom          | Kardinaldiakon von Santa Maria in Cosmedin                     | 22. Dezember 1144  | Lucius II.     | Kardinalprotodiakon Zukünftiger Papst Coelestin III (1191–1198)                 |
| Bobo                     | Rom          | Kardinaldiakon von Sant’Angelo in Pescheria                    | 18. Dezember 1182  | Lucius III.    | Zukünftiger Kardinalbischof von Porto e Santa Rufina (1189–1190)                |
| Ottaviano di Paoli       | Rom          | Kardinaldiakon von Santi Sergio e Bacco                        | 18. Dezember 1182  | Lucius III.    | Zukünftiger Kardinalbischof von Ostia e Velletri (1189–1206)                    |
| Gerardo                  | Lucca        | Kardinaldiakon von Sant’Adriano                                | 18. Dezember 1182  | Lucius III.    | Päpstlicher Vikar von Rom; Kardinalnepot (?) von Lucius III.                    |

Vier Kardinäle wurden von Alexander III. kreiert, drei von Lucius III., einer von Hadrian IV. und einer von Papst Lucius II.